# Anton Tsarenko
Anton Oleksandrovych Tsarenko (en ukrainien : Антон Олександрович Царенко), né le 17 juin 2004 à Konotop en Ukraine, est un footballeur ukrainien évoluant au poste de milieu offensif au Lechia Gdańsk, en prêt du Dynamo Kyïv.

## Biographie

### En club
Né en Ukraine, Anton Tsarenko est formé au Dynamo Kyïv. Avec les U19 du Dynamo il participe à l'édition 2021-2022 de l'UEFA Youth League où il délivre trois passes décisives et marque un but en sept matchs. Il se montre notamment décisif lors de la victoire des siens face aux jeunes du Bayern Munich le 29 septembre 2021, son équipe s'imposant par quatre buts à zéro. Auteur de 8 buts en 14 matchs lors de la première partie de saison 2021-2022 dans le championnat U19, Tsarenko est récompensé par un nouveau contrat le 13 janvier 2022, le liant au club pour trois saisons supplémentaires.
Le 17 août 2022, il joue son premier match de Ligue des champions contre le Benfica Lisbonne. Il entre en jeu et son équipe s'incline par deux buts à zéro,.

### En sélection
Anton Tsarenko représente l'équipe d'Ukraine des moins de 19 ans, jouant son premier match le 1er juin 2022 contre la Norvège. Il entre en jeu et son équipe l'emporte par trois buts à deux. Le 20 novembre 2022, il se fait remarquer face à Chypre en marquant ses deux premiers buts avec les moins de 19 ans, et contribue ainsi à la victoire de son équipe par quatre buts à un.